# Enchelycore anatina
Enchelycore anatina  (лат.) — вид лучепёрых рыб семейства муреновых (Muraenidae). Распространены в Атлантическом океане.

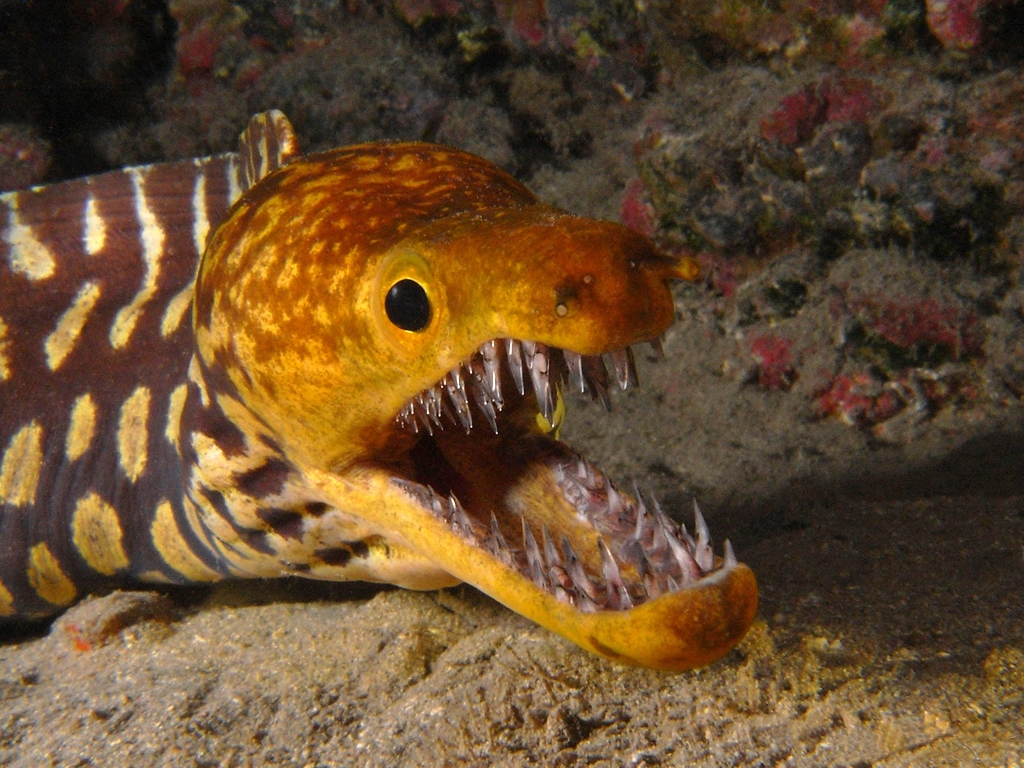

## Описание
Тело удлинённое, мощное, несколько сжато с боков. Голова с несколько приподнятой затылочной областью. Челюсти удлинённые с большим количеством длинных «стекловидных» зубов. Спинной и анальный плавники слиты с хвостовым и покрыты толстой кожей. Спинной плавник начинается на голове над или немного перед жаберными отверстиями.  Грудные и брюшные плавники отсутствуют. Позвонков 146—158.
Тело от умеренно до тёмно-коричневатого цвета, светлее в передней части и в нижней части головы. На голове разбросаны мелкие бледные точки, а на теле и плавниках — крупные точки и пятна.
Максимальная длина тела 120 см. 
Это демерсальный вид, населяющий каменистое дно, богатое расщелинами. Эти мурены — ночные плотоядные животные, питающиеся в основном донными рыбами, головоногими моллюсками и ракообразными.

## Распространение
Распространены в тёплых водах Атлантического океана. Восточная Атлантика: Канарские острова, Азорские острова, Кабо-Верде, Мадейра, о. Святой Елены, а также в восточной части Средиземного моря. Западная Атлантика: от Бермудских островов и Флориды до Рио-де-Жанейро.